# Рас-Шукейр – Суец
Рас-Шукейр – Суец – єгипетська газопровідна система, створена з метою утилізації попутного газу нафтових родовищ Суецької затоки.
Під час розробки виявлених у Суецькій затоці нафтових родовищ отримували значні обсяги попутного газу, який спершу спалювався на факелах. Нарешті, у 1983-му ввели в дію трубопровід завдовжки 261 км з діаметром 400 мм, який прямує від газопереробного заводу Рас-Шукейр у північному напрямку до Суецу. Дещо північніше від Рас-Шукейр до трубопроводу надходив додатковий ресурс від газопереробного заводу Рас-Бакр. Можливо відзначити, що ГПЗ Рас-Шукейр та ГПЗ Рас-Бакр також відомі як Unit 104 і Unit 101, а початковий та кінцевий термінали газопроводу отримали позначення Unit 105 та Unit 107.
За первісним проектом система мала подавати до Суецу 2,3 млн м3 газу на добу. У 1989-му цей показник подвоїли, а в першій половині 1990-х довели проектну потужність до 7,1 млн м3 на добу. Це сталось унаслідок запуску установки підготовки родовищ Ель-Морган та Бадрі у Рас-Шукейрі (Unit 108), а також збільшення видобутку з родовища Октобер і надходження ресурсу зі східного узбережжя Суецької затоки по газопроводу Абу-Рудайс – Рас-Бакр. Для транспортування цих об’ємів на ділянці Рас-Бакр – Суец проклали другу нитку з таким саме діаметром 400 мм. 
В подальшому до Рас-Шукейр також вивели перемичку заводовжки 37 км з діаметром 400 мм від газопереробного заводу Зейт-Бей.
В Суеці доправлений ресурс міг використовуватись заводом азотних добрив, ТЕС Атака та іншими підприємствами місцевої індустріальної зони. Крім того, його спрямували на північ по газопроводу до Абу-Султан (із живленням ТЕС Абу-Султан) та по реверсованому трубопроводу Каїр – Суец до столичного регіону. 
Із відкриттям у 1990-х роках численних родовищ у Середземному морі саме цей регіон став провідним для газовидобутку Єгипту. Як наслідок, утворився газотранспортний коридор Ель-Тіна – Суец – Айн-Сохна, що забезпечує більшість потреб потужних індустріальних зон, які діють біля північного завершення Суецької затоки. В той же час, у 1999-му від лінії Рас-Шукейр – Суец почав отримувати живлення газопровід Заафарана – Куреймат, що подав блакитне паливо до регіону південніше Каїру.
У другій половині 2000-х від початкової ділянки системи отримав живлення газопровід Рас-Шукейр – Хургада.